# Modprobe
Modprobe je program operačního systému Linux sloužící k nahrávání (a odnahrávání) jaderných modulů do jádra Linuxu. Obvykle nebývá volán přímo uživatelem, ale volá jej například udev, tedy systém starající se o správu zařízení. Na rozdíl od jednodušších nástrojů pro správu modulů, jako jsou insmod (zavedení modulu) a rmmod (odstranění modulu) nabízí řadu pokročilých vlastností:
- nahrávání více modulů najednou
- automatické vyřešení závislosti modulů - nejprve se pokusí nahrát moduly, na kterých požadovaný modul závisí
- možnost nahrávat moduly pod aliasem (mj. tedy i vícenásobně)
- nahrávání verze modulu určeného pro danou verzi jádra

Kromě toho umožňuje i zakázat nahrávání některých modulů pomocí černé listiny. Jeho konfigurace je v adresáři /etc/modprobe.d nebo v souboru /etc/modprobe.conf.
Původním vývojářem programu modprobe je Rusty Russell.